# تجمع بدو حيدة (غيل بن يمين)

تعديل مصدري - تعديل

تجمع بدو حيدة هي إحدى قرى عزلة غيل بن يمين بمديرية غيل بن يمين التابعة لمحافظة حضرموت، بلغ تعداد سكانها 19 نسمة حسب تعداد اليمن لعام 2004.